# Zdeněk Heřmánek
Zdeněk Heřmánek (* 5. července 1948) je bývalý český hokejový útočník.

## Hokejová kariéra
V československé lize hrál za CHZ Litvínov. Nastoupil v 11 ligových utkáních a dal 1 gól. Ve druhé lize soutěži hrál za VTŽ Chomutov.

## Klubové statistiky
| Sezona    | Klub         | Soutěž  | Základní část | Základní část | Základní část | Základní část | Základní část |
| Sezona    | Klub         | Soutěž  | Z             | G             | A             | B             | TM            |
| --------- | ------------ | ------- | ------------- | ------------- | ------------- | ------------- | ------------- |
| 1966/1967 | CHZ Litvínov | 1. liga | 10            | 1             | -             | -             | -             |
| 1969/1970 | CHZ Litvínov | 1. liga | 1             | 0             | 0             | 0             | -             |
| 1970/1971 | VTŽ Chomutov | 2. liga | -             | -             | -             | -             | -             |